# Krzysztof Baczkowski
Krzysztof Jan Baczkowski (ur. 9 marca 1938 w Wilnie) – polski historyk.

## Życiorys
Urodził się jako syn Mieczysława, oficera wojska polskiego, i Krystyny z domu Malewskiej. Dzieciństwo spędził w Staszowie, gdzie uczęszczał do szkoły podstawowej i Liceum Ogólnokształcącego (matura 1955). W 1960 ukończył studia na Uniwersytecie Jagiellońskim. Od 1963 był tam asystentem. Doktorat uzyskał 
w 1975 roku na podstawie pracy "Zjazd wiedeński 1515. Geneza, przebieg i znaczenie." Habilitował się w 1980 roku na podstawie pracy " Walka Jagiellonów z Maciejem Korwinem o koronę czeską w latach 1471-1479. Tytuł profesora uzyskał  w 1996 roku. W latach 1984–1988 wicedyrektorem Instytutu Historii, a w latach 1994–2009 kierownikiem tamtejszego Zakładu Historii Powszechnej Średniowiecznej. Do 2009 był ponadto kuratorem Koła Naukowego Historyków Studentów UJ. 
W latach 1980–1992 był członkiem NSZZ „Solidarność” (w latach 1980–1981 członkiem komisji wydziałowej), a w latach 1990–1993 Unii Demokratycznej. Jest obecnie członkiem-korespondentem Polskiej Akademii Umiejętności oraz wiceprzewodniczącym Komisji Historycznej Krakowskiego Oddziału Polskiej Akademii Nauk. Ponadto od 1988 do 2009 był także redaktorem Zeszytów Naukowych UJ z serii "Prace Historyczne". 
Opublikował ponad 200 prac. Czynnie uczestniczył w dziele reedycji Annales Jana Długosza. Był promotorem siedmiu prac doktorskich.

## Wybrane publikacje
- Zjazd wiedeński 1515 roku. Geneza, przebieg i znaczenie, Warszawa: Państwowe Wydawnictwo Naukowe 1975.
- Między czeskim utrakwizmem a rzymską ortodoksją, czyli walka Jagiellonów z Maciejem Korwinem o koronę czeską w latach 1471-1479, Kraków: nakładem UJ, 1980.
- Rady Kallimacha, Kraków: Krajowa Agencja Wydawnicza 1989.
- Walka o Węgry 1490–1492. Z dziejów rywalizacji habsburski-jagiellońskiej w basenie środkowego Dunaju, Kraków: nakładem UJ 1995.
- Związki intelektualne Uniwersytetu Krakowskiego z Węgrami w dobie Kopernika,
- Dzieje Polski późnośredniowiecznej (1370–1506), Kraków: "Fogra" 1999.
- Projekty rozbiorów państw suwerennych w późnym średniowieczu i u początku doby nowożytnej, Kraków: Polska Akademia Umiejętności 2001.
- Grunwald w tradycji i historiografii narodowej polskiej, Kraków: Polska Akademia Umiejętności 2010.
- Polska i jej sąsiedzi za Jagiellonów (zbiór artykułów), seria Mistrzowie Historiografii, "Avalon" Kraków 2012 (ISBN 978-83-77-30059-6)